# ペチン
ペチン、あるいはペチニ（アルバニア語:Peqin / Peqini、トルコ語:Bekleyin）は、アルバニア中部のペチン県の県都である。町の人口はおよそ1万人。
ペチンの古代の名前はクラウディアナ（Klaudiana）であった。現在の呼称は、オスマン帝国時代のトルコ語呼称であるベクレイン（Bekleyin）に由来している。現在もオスマン帝国時代の城がたち、またワラキア（エフラク Eflak）とモルダヴィア（ボウダン Boğdan）の知事であったアブドゥルラフマン・パシャ（Abdurrahman Pasha）のモスクも一部そのまま残されている。ペチンのサッカー・クラブにはKSシュクンビニ（KS Shkumbini）にがあり、アルバニア・スーペルリーガに属している。